# گورستان مشاهیر پیزا
کامپو سانتو (ایتالیایی: Camposanto)، که همچنین به عنوان گورستان نمادین یا گورستان قدیمی («قبرستان قدیمی») نیز شناخته می‌شود، یک بنای تاریخی در لبه شمالی پیاتزا دی میریاکولی در پیزا، ایتالیا است.
«کامپو سانتو» را می‌توان به معنای واقعی کلمه به عنوان «زمین مقدس» ترجمه کرد، زیرا گفته می‌شود که در اطراف یک کشتی از خاک مقدس از گلگتا ساخته شده‌است که اوبالدو لانفرانچی، اسقف اعظم پیزا در سده دوازدهم از جنگ صلیبی سوم آن را به پیزا آورده‌است. افسانه‌ای ادعا می‌کند که اجساد مدفون در آن زمین تنها در ۲۴ ساعت می‌پوسند. محل دفن بر روی ویرانه‌های تعمیدگاه کهن کلیسای سانتا رپاراتا قرار دارد، کلیسایی که زمانی در جایی که اکنون کلیسای جامع وجود دارد، قرار داشت.